# 马利克·阿卜杜勒·加法尔·多加尔
马利克·阿卜杜勒·加法尔·多加尔（1964年1月1日—）是一名巴基斯坦政治家，曾在2013年6月至2018年5月担任巴基斯坦国民议会議員。

## 政治生涯
在2012年举行的补选中，他從NA-148選區（位於木爾坦）代表巴基斯坦穆斯林聯盟（謝里夫派）競選巴基斯坦国民议会議員席位，但未获成功。他获得了42,819张选票
他在2013年巴基斯坦大选中从NA-148选区当选为穆斯林聯盟（謝派）候选人，进入国民议会。 他获得了81,830张选票，被沙阿·邁赫穆德·庫雷希擊敗。2017年10月，他被任命为联邦科技议会秘书。